# Israel Blake
Antonio Israel Blake Cantero es un exjugador de fútbol cubano. Dirigió a la selección de Haití hasta agosto de 2013.

## Carrera internacional (jugador)
Disputó con Cuba la Copa de Oro de la Concacaf 1998 torneo donde jugó los dos partidos que su selección perdió ante Estados Unidos (0-3) y Costa Rica (2-7).
| Torneo                          | Sede           | Resultado     |
| ------------------------------- | -------------- | ------------- |
| Copa de Oro de la Concacaf 1998 | Estados Unidos | Primera ronda |

## Carrera como entrenador
Comenzó su etapa de entrenador como flamante técnico de la Selección de fútbol Sub-17 de Cuba en el 2011. Participó en el Campeonato Sub-17 de la Concacaf de 2011 en Jamaica aunque fue eliminado en primera vuelta tras caer ante Estados Unidos (1-3) y conseguir un empate ante Panamá (0-0).
En mayo de 2012 es designado por la Federación Haitiana de Fútbol como director técnico de Haití, convirtiéndose en el segundo seleccionador cubano de ese combinado después de su compatriota Luis Armelio García quien dirigió a los Grenadiers entre 2007 y 2008. Clasificó a Haití a la Copa de Oro de la Concacaf 2013 pero no pudo superar la primera fase a pesar de una victoria 2-0 conseguida ante Trinidad y Tobago.

Finalizó su etapa como seleccionador de Haití en agosto de 2013 con un balance estadístico de 21 partidos jugados, 10 victorias, 2 empates y 9 derrotas (50.8% de rendimiento).
| Selección / Club             | País  | Año         |
| ---------------------------- | ----- | ----------- |
| Selección Sub-17 de Cuba     | Cuba  | 2011        |
| Selección de fútbol de Haití | Haití | 2012 - 2013 |